# Amazing Grace
Amazing Grace (česky též „Úžasná milost“) je křesťanská píseň, jejíž slova napsal anglikánský kněz a bývalý kapitán otrokářské lodi John Newton a publikoval ji v roce 1779. Původní název písně byl „Faith's Review and Expectation“.
Melodie, podle které se píseň nejčastěji zpívá, se jmenuje New Britain, což je árie neznámého autora – původem pravděpodobně z Irska.

## Historie
Newton napsal slova z vlastní zkušenosti. Vyrůstal bez jakéhokoli náboženského přesvědčení, ale jeho životní cesta byla tvořena různými zvraty a náhodami, které často dal do pohybu svou vlastní vzpurnou neposlušností. Byl přinucen vstoupit do Královského námořnictva a nakonec se podílel na obchodu s otroky. V březnu 1748 ho v noci na lodi "Greyhound" zastihla silná bouře a málem loď potopila. Bál se tak moc, až prosil Boha o milost. Tento okamžik znamenal začátek jeho duchovního obrácení.
V roce 1756, kdy bydlel a pracoval v Liverpoolu, se začal sám učit latinu, řečtinu a teologii. On a jeho žena Polly, kterou si vzal v roce 1750, se ponořili do církevního společenství a Newtonova vášeň byla tak působivá, až mu přátelé navrhli, aby se stal anglikánským knězem. Byl však odmítnut biskupem z Yorku kvůli tomu, že nemá vysokoškolské vzdělání, ačkoli pravděpodobnějším důvodem bylo jeho tíhnutí k evangelizaci a jeho styky s metodisty. Newton pokračoval ve svém zanícení a poté, co byl povzbuzen svým přítelem, napsal o svých zkušenostech z obchodu s otroky a o svém obrácení. Hrabě z Dartmouthu, ohromen jeho příběhem, sponzoroval Newtona k vysvěcení.
V roce 1764 byl vysvěcen na  anglikánského kněze a stal se vikářem v Olney v hrabství Buckinghamshire v Anglii, kde začal psát písně s básníkem Williamem Cowperem. Amazing Grace byla původně napsána pro ilustraci kázání na Nový rok 1773. Není známo, zda existuje nějaká původní hudba doprovázející tyto verše. V roce 1779 vyšla anonymně sbírka básní Newtona a Cowpera pod titulem Olney Hymns (Chvalozpěvy z Olney), mezi 280 Newtonovými texty vyšla i báseň Faith's Review and Expectation později známá jen jako Amazing Grace.
V USA byla Amazing Grace populární během tzv. druhého velkého probuzení na začátku 19. století. V té době byla spojena s více než 20 melodiemi, ale v roce 1835 byla spojena s melodií "New Britain", ve které se nejčastěji zpívá a hraje dodnes.

## Užití v populární kultuře
Píseň Amazing Grace se stala v americké kultuře ikonou a byla často užívána pro různé světské účely a marketingové kampaně. Píseň se dokonce stala součástí zpěvů hnutí Hare Krišna a byla upravena pro obřady kultu Wicca. Zazněla také v několika filmech včetně filmů Alicin restaurant, První dáma country music a Silkwoodová a je na ni také odkazováno ve filmu Nezlomná vůle z roku 2006, který zdůrazňuje Newtonův vliv na předního britského odpůrce trestu smrti, Williama Wilberforce. Od roku 1954, kdy se melodie "New Britain" stala bestsellerem, je pro mnoho lidí píseň spojena s pohřby a pietními akty.

## Text písně
Amazing grace! (how sweet the sound)

That saved a wretch like me!

I once was lost, but now am found,

Was blind, but now I see.
'T was grace that taught my heart to fear,

And grace my fears relieved;

How precious did that grace appear

The hour I first believed!
Thro' many dangers, toils, and snares,

I have already come;

'Tis grace hath brought me safe thus far,

And grace will lead me home.
The Lord has promis'd good to me,

His word my hope secures;

He will my shield and portion be

As long as life endures.
Yes, when this flesh and heart shall fail,

And mortal life shall cease;

I shall possess, within the veil,

A life of joy and peace.
The earth shall soon dissolve like snow,

The sun forbear to shine;

But God, who call'd me here below,

Will be forever mine.

### Volný překlad původního textu do češtiny
Úžasná boží milost (jak krásně to zní)

že zachránila lumpa jako jsem já!

Kdysi jsem byl ztracený, ale teď vím jak dál.

Byl jsem slepý, teď už vidím.

Byla to milost, která mě přivedla k pokoře,

a milost rozptýlila mé obavy.

Jak vzácná byla ta milost

ve chvíli kdy jsem poprvé uvěřil!

Mnoha nebezpečími, pastmi a nástrahami

už jsem prošel.

Tato milost mě přes ně bezpečně přenesla

a milost mne dovede domů.

Pán mi slíbil, že bude dobře.

Jeho slovo mi dává jistotu,

že mne ochrání a nenechá napospas,

dokud budu živ.

Až tělo zchřadne a srdce dotluče,

a má pozemská pouť skončí,

budu mít tam na druhém břehu

život plný radosti a klidu.

Země se brzy rozplyne jako sníh,

slunce přestane svítit,

ale ten, který mě zavolal k sobě,

bude navždy můj Bůh.

## České texty
České texty, zpívané na melodii New Britain (respektive Amazing grace):
- Vánoční chór (Slyš chór), český text Zdeněk Borovec, interpreti Helena Vondráčková, album Vánoce s Helenou - to nej (1995) a Lucie Bílá, album Bílé Vánoce Lucie Bílé (2010)
- Amazing grace, český text Dušan Vančura, hraje folková skupina Nezmaři a dětský sbor Sejkorky
- Už z hor zní zvon, český text Zdeněk Borovec, interpret Karel Gott (1973),  4 tenoři (2019)
- Už vím, český text a zpěv Zdeňka Lorencová (1972)
- Kdo zná můj kraj  český text Eva Pospíšilová, interpret Jarmila Veselá (1974)
- Jennifer Lady, český text Jan Nedvěd, interpret Bratři Nedvědové & spol., album Balady (1995)
- Jak vzácnou přízeň, český text Jaromír Plíšek
- Tvá vzácná milost, duchovní píseň českých křesťanských sborů

## Zajímavosti
- Amazing Grace je hrána na vzpomínkových akcích k teroristickým útokům na USA z 11. září 2001. Během pietní akce k 10. výročí Útoků ji na Ground Zero zahrála Emi Ferguson.
- Počítačová vědkyně a důstojnice námořnictva Spojených států Grace Hopperová je někdy nazývána jako "úžasná Grace" (Amazing Grace).